# 卡利恩 (阿肯色州)
卡利恩（英語：Calion）是一個位於美國阿肯色州猶尼昂縣的城市。

## 地理
卡利恩的座標為33°19′34″N 92°32′19″W / 33.32611°N 92.53861°W，而該地的平均海拔高度為27米（即89英尺）。

## 人口
根據2020年美國人口普查的數據，卡利恩的面積為3.38平方千米，當中陸地面積為2.78平方千米，而水域面積為0.60平方千米。當地共有人口429人，而人口密度為每平方千米146人。